# Гордінештій-Ной
Гордінештій-Ной (рум. Gordineştii Noi) — село в Єдинецькому районі Молдови. Входить до складу комуни, адміністративним центром якої є місто Єдинці.